# Чемпіонат ФРН з футболу 1973—1974: Бундесліга
Сезон Бундесліги 1973–1974 був 11-им сезоном в історії Бундесліги, найвищого дивізіону футбольної першості ФРН. Він розпочався 11 серпня 1973 і завершився 18 травня 1974 року. Діючим чемпіоном країни була мюнхенська «Баварія», яка захистила чемпіонський титул, обійшовши на одне турнірне очко найближчого переслідувача, «Боруссію» (Менхенгладбах).

## Формат змагання
Кожна команда грала з кожним із суперників по дві гри, одній вдома і одній у гостях. Команди отримували по два турнірні очки за кожну перемогу і по одному очку за нічию. Якщо дві або більше команд мали однакову кількість очок, розподіл місць між ними відбувався за різницею голів, а за їх рівності — за кількістю забитих голів. Команда з найбільшою кількістю очок ставала чемпіоном, а дві найгірші команди вибували до Другої Бундесліги.

## Зміна учасників у порівнянні з сезоном 1972–73
«Айнтрахт» (Брауншвейг) і «Рот-Вайс» (Обергаузен) за результатами попереднього сезону вибули до Регіоналліги, фінішувавши на двох останніх місцях турнірної таблиці попереднього сезону. На їх місце до Бундесліги підвищилися «Фортуна» (Кельн) і «Рот-Вайс» (Ессен), що виграли свої групи плей-оф.

## Команди-учасниці
| Клуб                            | Стадіон               | Вміщує  |
| ------------------------------- | --------------------- | ------- |
| «Герта» (Берлін)                | Олімпіаштадіон        | 100,000 |
| «Бохум»                         | Воновія Рурштадіон    | 40,000  |
| «Вердер»                        | Везерштадіон          | 32,000  |
| «Дуйсбург»                      | Ведауштадіон          | 38,500  |
| «Фортуна» (Дюссельдорф)         | Райнштадіон           | 59,600  |
| «Рот-Вайс» (Ессен)              | Георг-Мельхес-Штадіон | 40,000  |
| «Айнтрахт» (Франкфурт-на-Майні) | Вальдштадіон          | 87,000  |
| «Гамбург»                       | Фолькспаркштадіон     | 80,000  |
| «Ганновер 96»                   | АВД-Арена             | 86,000  |
| «Кайзерслаутерн»                | Бетценберг            | 42,000  |
| «Кельн»                         | Рейн Енергі Штадіон   | 29,000  |
| «Фортуна» (Кельн)               | Рейн Енергі Штадіон   | 29,000  |
| «Боруссія» (Менхенгладбах)      | Бекельбергштадіон     | 34,500  |
| «Баварія» (Мюнхен)              | Олімпіаштадіон        | 70,000  |
| «Кікерс» (Оффенбах)             | Біберер-Берг          | 30,000  |
| «Шальке 04»                     | Паркштадіон           | 70,000  |
| «Штутгарт»                      | Мерседес-Бенц Арена   | 53,000  |
| «Вупперталер»                   | Штадіон-ам-Цоо        | 28,000  |

## Турнірна таблиця
| Поз | Команда                         | І  | В  | Н  | П  | ГЗ | ГП | РГ  | О  | Кваліфікація або пониження                    |
| --- | ------------------------------- | -- | -- | -- | -- | -- | -- | --- | -- | --------------------------------------------- |
| 1   | «Баварія» (Мюнхен) (C)          | 34 | 20 | 9  | 5  | 95 | 53 | +42 | 49 | Перший раунд Кубка чемпіонів 1974—1975        |
| 2   | «Боруссія» (Менхенгладбах)      | 34 | 21 | 6  | 7  | 93 | 52 | +41 | 48 | Перший раунд Кубка УЄФА 1974—1975             |
| 3   | «Фортуна» (Дюссельдорф)         | 34 | 16 | 9  | 9  | 61 | 47 | +14 | 41 | Перший раунд Кубка УЄФА 1974—1975             |
| 4   | «Айнтрахт» (Франкфурт-на-Майні) | 34 | 15 | 11 | 8  | 63 | 50 | +13 | 41 | Перший раунд Кубка володарів кубків 1974—1975 |
| 5   | «Кельн»                         | 34 | 16 | 7  | 11 | 69 | 56 | +13 | 39 | Перший раунд Кубка УЄФА 1974—1975             |
| 6   | «Кайзерслаутерн»                | 34 | 15 | 8  | 11 | 80 | 69 | +11 | 38 |                                               |
| 7   | «Шальке 04»                     | 34 | 16 | 5  | 13 | 72 | 68 | +4  | 37 |                                               |
| 8   | «Герта» (Берлін)                | 34 | 11 | 11 | 12 | 56 | 60 | −4  | 33 |                                               |
| 9   | «Штутгарт»                      | 34 | 12 | 7  | 15 | 58 | 57 | +1  | 31 |                                               |
| 10  | «Кікерс» (Оффенбах)             | 34 | 11 | 9  | 14 | 56 | 62 | −6  | 31 |                                               |
| 11  | «Вердер»                        | 34 | 9  | 13 | 12 | 48 | 56 | −8  | 31 |                                               |
| 12  | «Гамбург»                       | 34 | 13 | 5  | 16 | 53 | 62 | −9  | 31 | Перший раунд Кубка УЄФА 1974—1975             |
| 13  | «Рот-Вайс» (Ессен)              | 34 | 10 | 11 | 13 | 56 | 70 | −14 | 31 |                                               |
| 14  | «Бохум»                         | 34 | 9  | 12 | 13 | 45 | 57 | −12 | 30 |                                               |
| 15  | «Дуйсбург»                      | 34 | 11 | 7  | 16 | 42 | 56 | −14 | 29 |                                               |
| 16  | «Вупперталер»                   | 34 | 8  | 9  | 17 | 42 | 65 | −23 | 25 |                                               |
| 17  | «Фортуна» (Кельн) (R)           | 34 | 8  | 9  | 17 | 46 | 79 | −33 | 25 | Пониження у класі до Другої Бундесліги        |
| 18  | «Ганновер 96» (R)               | 34 | 6  | 10 | 18 | 50 | 66 | −16 | 22 | Пониження у класі до Другої Бундесліги        |

1. ↑  Оскільки «Айнтрахт» (Франкфурт-на-Майні) кваліфікувався до Кубка володарів кубків, його місце у Кубку УЄФА перейшло до фіналіста Кубка ФРН «Гамбурга».

## Результати
| Команда                         | ГЕР | БОХ | ВЕР | ДУЙ | ФОД | РВЕ | АЙФ | ГАМ | ГАН | КАЙ | КЕЛ | ФОК | БРМ | БАВ | КІК | Ш04 | ШТТ | ВУП |
| ------------------------------- | --- | --- | --- | --- | --- | --- | --- | --- | --- | --- | --- | --- | --- | --- | --- | --- | --- | --- |
| «Герта» (Берлін)                | —   | 4–2 | 0–0 | 2–4 | 2–0 | 1–1 | 2–1 | 2–1 | 4–2 | 3–1 | 2–2 | 1–1 | 3–4 | 2–2 | 2–2 | 1–0 | 1–0 | 3–0 |
| «Бохум»                         | 2–1 | —   | 0–0 | 3–0 |     | 1–2 | 1–1 | 2–0 | 3–1 | 2–2 | 0–2 | 2–0 | 1–1 | 0–1 | 4–1 | 2–5 | 0–0 | 2–1 |
| «Вердер»                        | 4–1 | 1–0 | —   | 1–2 | 0–0 | 1–1 | 1–2 | 1–1 | 3–3 | 3–1 | 4–2 | 2–0 | 2–3 | 1–1 | 0–2 | 2–1 | 1–1 | 3–0 |
| «Дуйсбург»                      | 1–1 | 0–0 | 3–1 | —   | 0–1 | 1–0 | 1–1 | 0–0 | 1–1 | 2–1 | 5–1 | 1–3 | 1–2 | 0–4 | 4–0 | 2–0 | 1–0 | 0–0 |
| «Фортуна» (Дюссельдорф)         | 1–1 | 1–1 | 1–1 | 2–1 | —   | 3–0 | 1–0 | 2–0 | 2–0 | 2–5 | 3–0 | 5–1 | 1–0 | 4–2 | 3–3 | 0–1 | 2–0 | 2–0 |
| «Рот-Вайс» (Ессен)              | 3–2 | 2–2 | 3–1 | 4–2 | 1–4 | —   | 6–3 | 1–1 | 1–1 | 3–3 | 1–1 | 0–2 | 2–6 | 0–1 | 1–2 | 2–5 | 3–3 | 2–1 |
| «Айнтрахт» (Франкфурт-на-Майні) | 2–0 | 3–1 | 1–1 | 3–0 | 2–1 | 6–0 | —   | 1–0 | 1–1 | 3–1 | 2–1 | 4–2 | 1–0 | 1–1 | 2–2 | 2–1 | 4–3 | 1–0 |
| «Гамбург»                       | 0–2 | 5–0 | 3–0 | 2–0 | 1–3 | 2–3 | 4–2 | —   | 1–4 | 0–2 | 3–1 | 4–0 | 1–0 | 0–5 | 0–0 | 5–2 | 1–0 | 2–1 |
| «Ганновер 96»                   | 3–1 | 1–2 | 0–1 | 2–2 | 1–2 | 1–2 | 0–0 | 2–2 | —   | 4–2 | 1–0 | 1–1 | 0–2 | 3–1 | 2–3 | 0–1 | 3–0 | 1–1 |
| «Кайзерслаутерн»                | 3–1 | 0–2 | 2–2 | 2–1 | 3–2 | 0–0 | 1–4 | 1–4 | 2–1 | —   | 1–2 | 2–1 | 2–4 | 7–4 | 3–0 | 4–0 | 4–0 | 4–0 |
| «Кельн»                         | 3–4 | 2–2 | 2–0 | 5–1 | 4–2 | 3–2 | 1–1 | 1–2 | 2–1 | 3–1 | —   | 5–0 | 0–1 | 4–3 | 2–0 | 3–1 | 5–2 | 0–0 |
| «Фортуна» (Кельн)               | 3–3 | 2–2 | 1–3 | 3–0 | 1–1 | 1–3 | 3–2 | 3–0 | 2–2 | 3–3 | 0–2 | —   | 3–5 | 0–3 | 2–1 | 1–1 | 1–0 | 2–1 |
| «Боруссія» (Менхенгладбах)      | 1–1 | 2–0 | 3–1 | 3–2 | 1–2 | 2–2 | 0–0 | 6–1 | 4–3 | 2–2 | 1–1 | 3–1 | —   | 5–0 | 5–1 | 6–0 | 3–1 | 7–1 |
| «Баварія» (Мюнхен)              | 3–1 | 4–0 | 2–2 | 4–2 | 3–1 | 2–0 | 2–2 | 4–1 | 5–1 | 1–1 | 4–1 | 5–1 | 4–3 | —   | 1–0 | 5–1 | 3–0 | 3–0 |
| «Кікерс» (Оффенбах)             | 1–1 | 2–2 | 4–0 | 2–0 | 3–0 | 1–1 | 5–2 | 2–5 | 2–1 | 2–3 | 1–2 | 4–0 | 2–3 | 2–2 | —   | 1–2 | 2–1 | 0–1 |
| «Шальке 04»                     | 3–0 | 3–1 | 4–2 | 0–1 | 4–2 | 3–1 | 3–1 | 3–1 | 3–1 | 3–3 | 2–2 | 6–1 | 2–0 | 5–5 | 0–2 | —   | 2–3 | 4–2 |
| «Штутгарт»                      | 2–0 | 2–0 | 2–2 | 0–1 | 0–0 | 0–3 | 3–1 | 3–0 | 5–1 | 3–4 | 2–1 | 2–1 | 6–1 | 1–1 | 4–0 | 3–0 | —   | 2–2 |
| «Вупперталер»                   | 2–1 | 2–0 | 4–1 | 2–0 | 2–2 | 2–0 | 1–1 | 3–0 | 2–1 | 2–4 | 1–3 | 0–0 | 2–4 | 1–4 | 1–1 | 1–1 | 3–4 | —   |

## Найкращі бомбардири
30 голів
- Юпп Гайнкес («Боруссія» (Менхенгладбах))
- Герд Мюллер («Баварія» (Мюнхен))

21 гол
- Клаус Фішер («Шальке 04»)
- Клаус Топпмеллер («Кайзерслаутерн»)

19 голів
- Роланд Сандберг («Кайзерслаутерн»)

18 голів
- Улі Генесс («Баварія» (Мюнхен))

17 голів
- Германн Оліхер («Штутгарт»)
- Дітер Мюллер («Кельн»)

16 голів
- Райнер Гає («Фортуна» (Дюссельдорф))
- Ганнес Лер («Кельн»)
- Гюнтер Преппер («Вупперталер»)

## Склад чемпіонів
| «Баварія» (Мюнхен) |
| --- |
| Воротар: Зепп Маєр (34). Захисники: Франц Бекенбауер (34 / 4); Ганс-Георг Шварценбек (33 / 7); Джонні Хансен (32 / 1); Пауль Брайтнер (26 / 7); Гернот Рор (3). Півзахисники: Улі Генесс (34 / 18); Франц Рот (33 / 8); Райнер Цобель (28 / 5); Юпп Капелльман (20 / 2); Ервін Гадевич (12); Вігго Єнсен (5). Нападники: Герд Мюллер (34 / 30); Бернд Дюрнбергер (30 / 8); Конні Торстенссон (16 / 1); Вільгельм Гоффманн (15 / 2); Бернд Герсдорфф (12 / 2); Едгар Шнайдер (7); Герберт Циммерманн (1). (кількість ігор і голів наведені у дужках) Головний тренер: Удо Латтек. Був у заявці, але не взяв участі у жодній грі чемпіонату: Вальтер Модік; Гуго Робль; Георг Вайсс; Торбен Гансен; Норберт Івангян; Душан Йованович . |